# 金沢市立金石町小学校
金沢市立金石町小学校（かなざわしりつ かないわまちしょうがっこう、英語: Kanazawa Municipal Kanaiwamachi Elementary School）は石川県金沢市金石北4丁目にある公立小学校。

## 沿革
《主な出典：》
- 1870年4月（明治03年3月） - 金石町字越前町に金石集学所を創立[5][6]。
- 1872年（明治05年）11月1日 - 上越前町ヨ24番地に金石区学校を設置[7]。
- 1873年（明治06年）8月 - 金石小学校と改称。
- 1885年（明治18年）7月 - 金石小学校などの4校を廃止し、金石御塩蔵小学校（男児小学校）、金石下本町小学校（女児小学校）を設置[8][9]。
- 1887年（明治20年）4月 - 高等科金石小学校・尋常科金石小学校・簡易科金石小学校を設置。高等科、尋常科2科の児童を御塩蔵町の校舎に収容[10]。
- 1892年（明治25年）4月1日[11] - 新小学校令の施行に伴い、上金石尋常小学校および上金石高等小学校の2校とし、簡易科金石小学校を廃止[10]。郡から町へ移管。
- 1896年（明治29年）8月18日 - 上金石町字松前町から出火があり、類焼により校舎を焼失[10][12]。
- 1898年（明治31年）4月1日 - 上金石尋常小学校、上金石高等小学校の2校を併せて上金石尋常高等小学校と改称[10][13]。
- 1900年（明治33年）6月27日 - 新築校舎落成し、開校式挙行[14]。
- 1920年（大正09年）6月 - 石川郡上金石町の金石町への改称に伴い、金石尋常高等小学校と改称。
- 1924年（大正13年）10月15日 - 講堂新築落成、開校50周年記念式挙行[15]。
- 1941年（昭和16年）4月1日 - 国民学校令施行に伴い、金石国民学校[注釈 1]と改称。
- 1943年（昭和18年）12月1日 - 金石町の金沢市編入に伴い、金沢市立となる。
- 1947年（昭和22年）4月1日 - 学制改革により、金沢市立金石町小学校（または金沢市立金石小学校[注釈 2]）と改称。所在地：金沢市金石御塩蔵町45番地[20]。
- 1950年（昭和25年）9月10日 - 校歌制定（作詞：室生犀星、作曲：平井康三郎）[21]。
- 1952年（昭和27年）8月 - 校舎老朽化のため新築着工。工事は1960年まで6期にわたる[22]。
- 1958年（昭和33年）4月 - 新校舎竣工式挙行。所在地：金沢市金石相生町136の甲[23][注釈 3]。
- 1959年（昭和34年）3月31日 - 金沢市教育委員会による大野町小学校との統合計画が「延期」（事実上の中止）となる[注釈 4][24]。
- 1968年（昭和43年）9月1日[25] - 住居表示の実施に伴い、所在地の表記が変更され、金沢市金石北4丁目1番1号となる。
- 1970年（昭和45年）11月 - 創立100周年記念式挙行。
- 1989年（平成元年）7月3日 - 校舎改築工事着工（翌1990年8月竣工）[26]。
- 1991年（平成03年）11月 - 竣工式挙行。
- 2010年（平成22年）11月9日 - 創立140周年記念式典挙行[27]。
- 2020年（令和02年）11月 - 創立150周年記念式挙行。

## 進学先中学校
- 金沢市立金石中学校[28]